# Trenton (hrabstwo Pierce)
Trenton – miasto w Stanach Zjednoczonych, w stanie Wisconsin, w hrabstwie Pierce.